# Унгер, Георг Христиан
Георг Христиан У́нгер (нем. Georg Christian Unger, 25 мая 1743, Байройт — 20 февраля 1799, Берлин) — немецкий архитектор, служивший Фридриху II. Большинство его творений находится в Потсдаме и Берлине.

## Творчество
Унгер учился у Карла фон Гонтарда. Всего создал около 260 архитектурных проектов, многие из которых были воплощены самим архитектором. По заказу Фридриха II он создал новый тип сооружения — городской дворец, жилой дом, похожий на дворец. Под руководством Унгера в Берлине было возведено большое количество зданий: около 40 — на Унтер-ден-Линден, 13 дворцов на Жандарменмаркт и более 40 на Лейпцигской улице.

## Основные работы

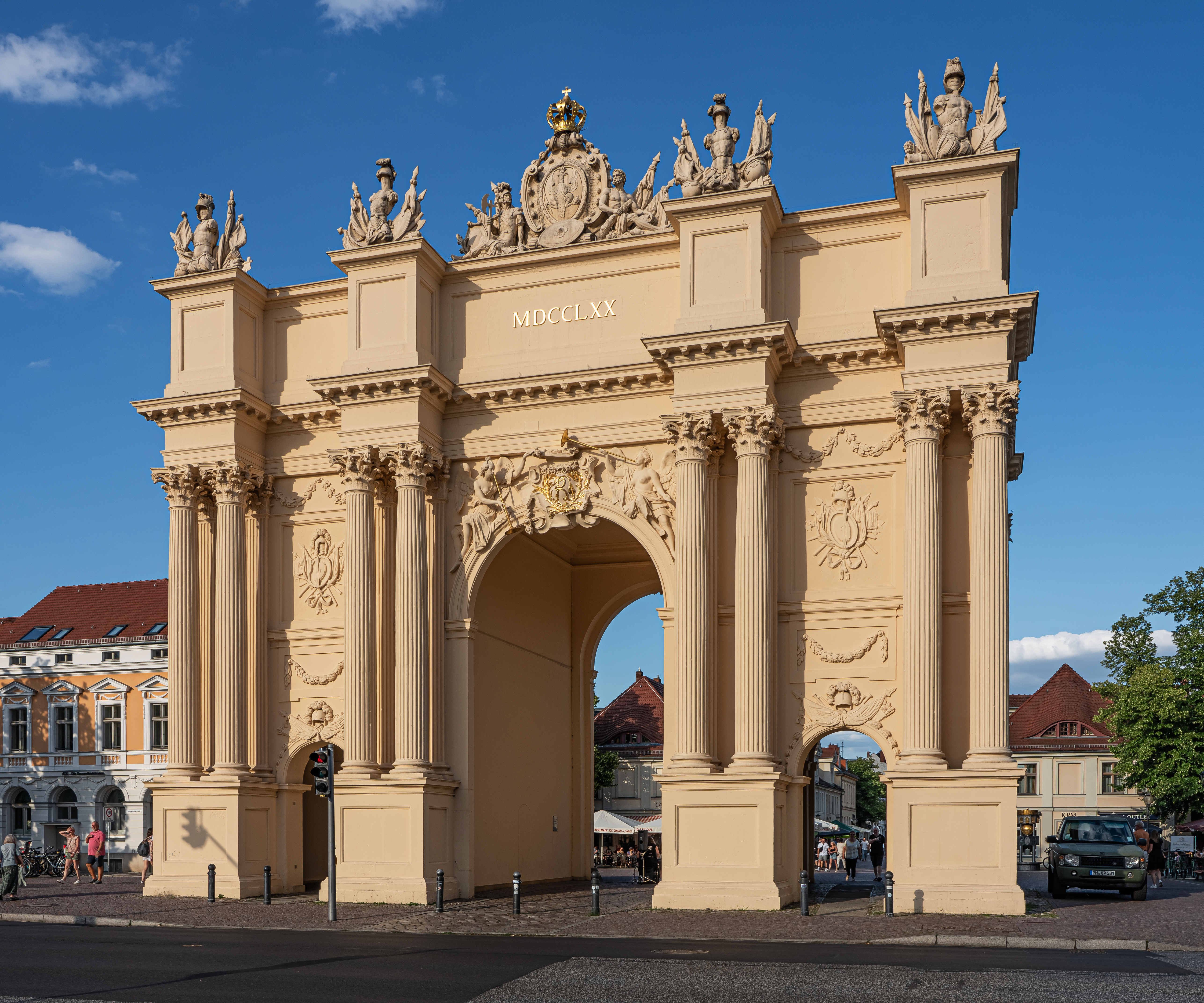
Бранденбургские ворота в Потсдаме

- Старая библиотека на площади Бебельплац в Берлине (1775—1780), восстановлена в 1963—1969 гг.;
- Реконструкция Новых палат в Потсдаме;
- Бельведер на Клаусберге в Потсдаме;
- деревенская церковь в потсдамском районе Айхе
- основное здание Длинных конюшен (нем. Langer Stall) в Потсдаме;
- вместе с Гонтардом башни Немецкого и Французского собора на берлинской площади Жандарменмаркт;
- малые Бранденбургские ворота в Потсдаме (возведены в 1770 г. вместе с Гонтардом);
- Дома Гиллера и Брандта в Потсдаме.